# Mikhail Yakovlev
Mikhail Yakovlev, född 1 september 2000 i Ryssland, är en israelisk professionell bancyklist.

## Biografi
Yakovlev inledde sin cykelkarriär i Ryssland och tog brons i keirin vid VM 2021. I augusti 2022 valde han, som protest mot Rysslands krig i Ukraina, att flytta till Tel Aviv, Israel som han nu representerar. Nationsbytet godkändes av Internationella Olympiska Kommittén, och han representerade Israel vid OS 2024.